# Мустафа Ачи
 Тази статия е за селото в Окръг Кюстенджа.  За други значения вижте Комана.  
Мустафа Ачи (на румънски: Comana, старо: Mustafa Aci, на турски: Mustafa Hacı) е село в Северна Добруджа, Румъния. Селото е център на едноименна община в окръг Кюстенджа с население от 1804 жители (2011).

## История
В миналото селото се е казвало Мустафа Ачи. Сегашното си име на румънски селото дължи на Тодор Команеску – един от първите румънски заселници след 1877 година. През 1893 година в селото са оземлени жителите на две села от Окръг Олт – Урлуяска и Албещ. По време на Първата световна война, през есента на 1916 година край него се разиграва Боят при Мустафа Ачи между българските войски и румънско-руска армия.

## Личности
Починали в Мустафа Ачи
- Борис Марков Милев, български военен деец, подпоручик, загинал през Първата световна война[1]
- Иван Христов Гешoв, български военен деец, подпоручик, загинал през Първата световна война[2]